# Assmannshausen
Assmannshausen ist ein Stadtteil von Rüdesheim am Rhein im Rheingau-Taunus-Kreis im südwestlichen Hessen, der für seinen Rotweinanbau bekannt ist. Der knapp 1000 Einwohner zählende Ort liegt am Rhein und gehört zum Weltkulturerbe Oberes Mittelrheintal.

## Geografie

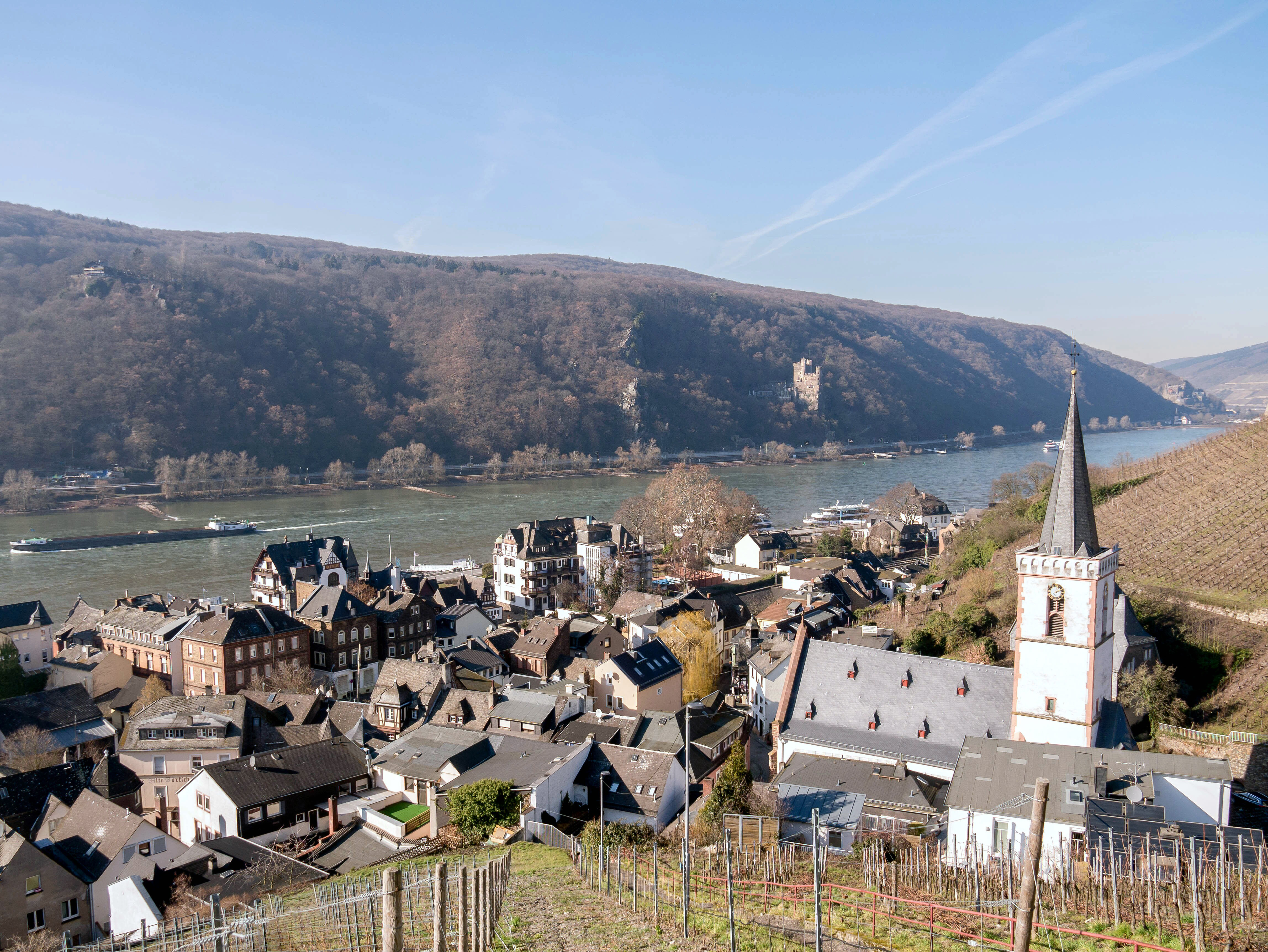
Blick über den Ort zum Rhein

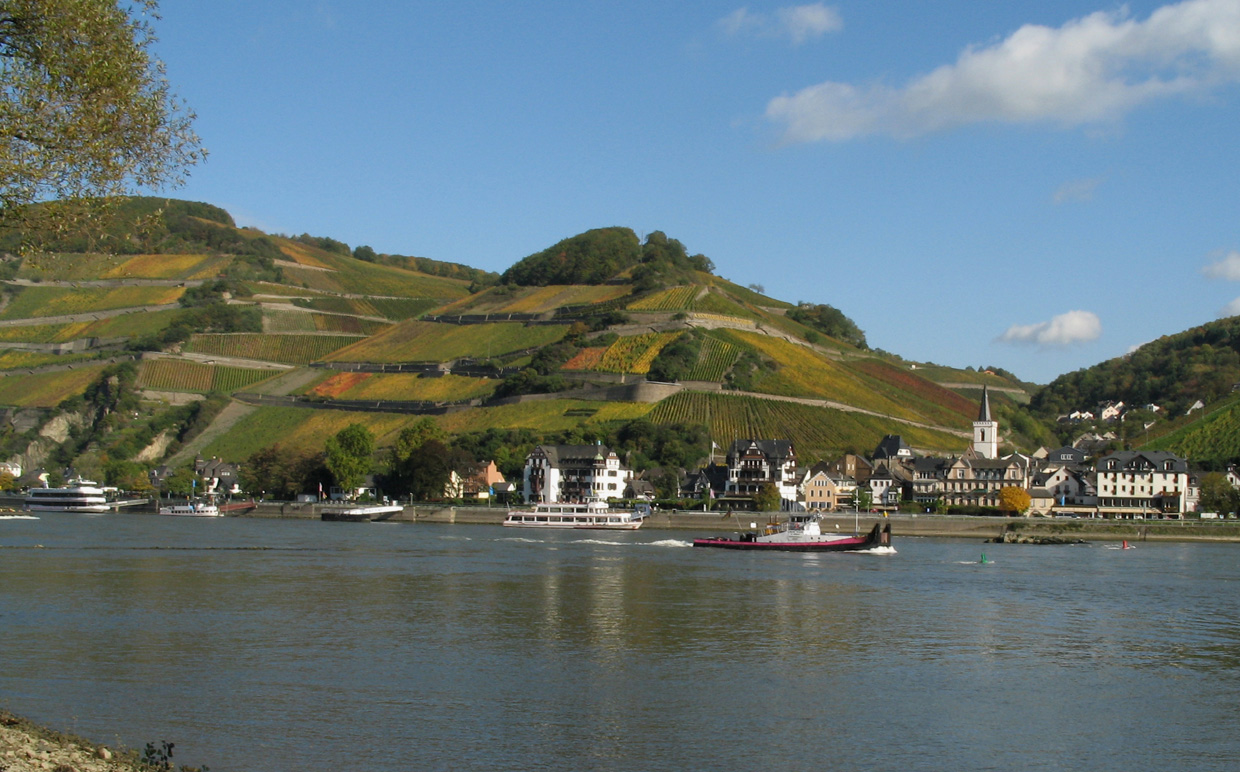
Assmannshausen im Herbst 2006

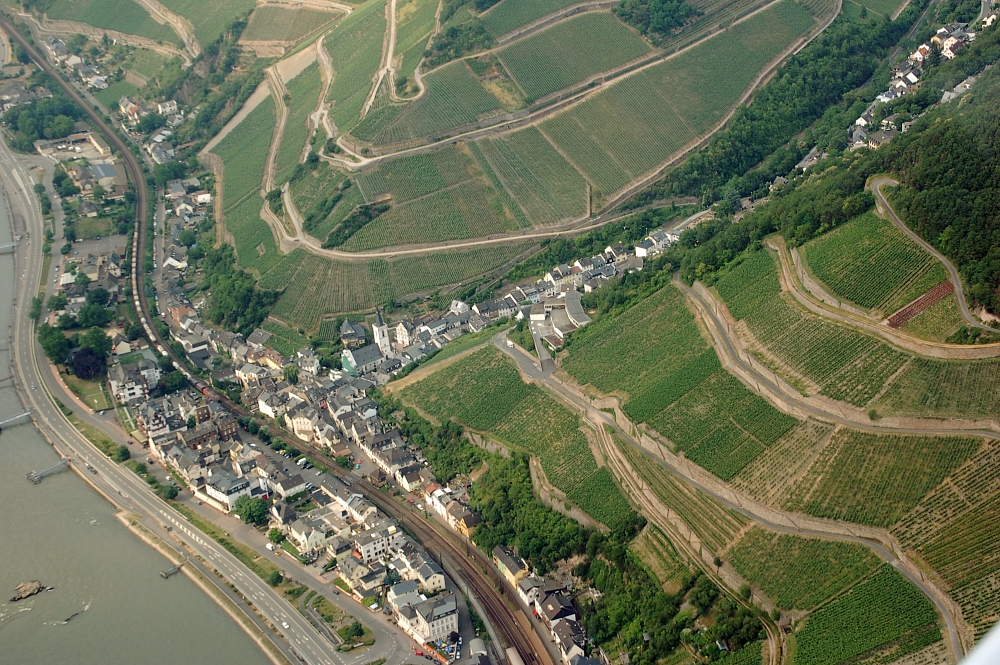
Blick aus 1.000 Meter Höhe

Assmannshausen liegt eng gedrängt am Ostufer des Rheins kurz unterhalb des Binger Lochs bei Stromkilometer 532,5 als erster bzw. oberster rechtsrheinischer Ort im Oberen Mittelrheintal. Durch den Ort läuft der Aulhausener Bach, auch Eichbach oder Höllenbach genannt, aus einem engen Kerbtal im Rheinischen Schiefergebirge kurz unterhalb des Binger Lochs von rechts dem obersten Mittelrhein zu. Nur die als Ortsumgehung ausgebaute Bundesstraße 42 trennt den Ort vom Rhein, an dessen Ufer die Fahrgastschifffahrt auf dem Strom an mehreren Schiffslandebrücken fahrplanmäßig anlegt. Assmannshausen hat eine Bahnstation an der rechten Rheinstrecke und ist Etappe am rechtsrheinischen Wanderweg Rheinsteig. Eine Personenfähre verbindet es mit der Burg Rheinstein auf dem gegenüberliegenden linken Rheinufer und eine Sesselbahn mit dem Jagdschloss auf dem Niederwald.
In einem Kilometer Entfernung liegt östlich-oberhalb von Assmannshausen am Eichbach  der Rüdesheimer Stadtteil Aulhausen, die Kernstadt von Rüdesheim am Rhein vier Kilometer ostsüdöstlich-rheinaufwärts. Die Nachbarstadt Lorch liegt flussabwärts nach Nordwesten acht Kilometer weit entfernt ebenfalls an einem rechten Talzulauf mit breiterer rechter Uferpartie des Rheins.
Der höchstgelegene Punkt der Gemarkung von Assmannshausen ist der Bacharacher Kopf im Norden mit einer Höhe von 342 m ü. NN. Tiefstgelegener Punkt ist der Clemensgrund, eine der Untiefen des Rheins mit 75,8 Metern. Die Westgrenze der Assmannshäuser Gemarkung liegt zwischen dem Binger Loch im Süden bei Stromkilometer 530,8 und dem Speisbachtal kurz vor dem Teufelskadrich im Norden bei Stromkilometer 534,5 in der Fahrrinne des Rheins. Die Gemarkung bildet am Strom entlang einen Streifen von einem bis eineinhalb Kilometern Breite.

## Geschichte

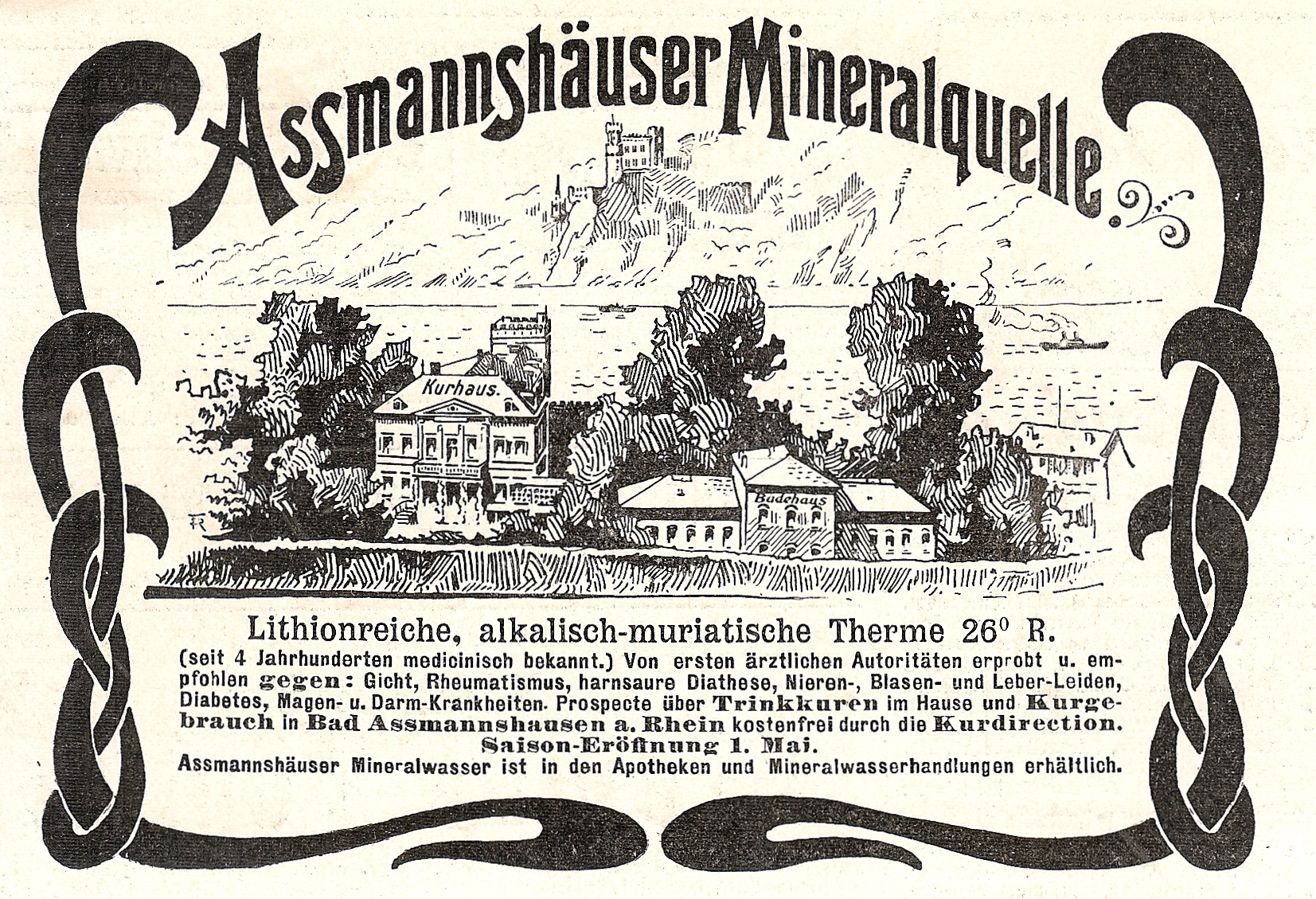
Werbeanzeige für die Assmannshäuser Mineralquelle aus dem Jahr 1899

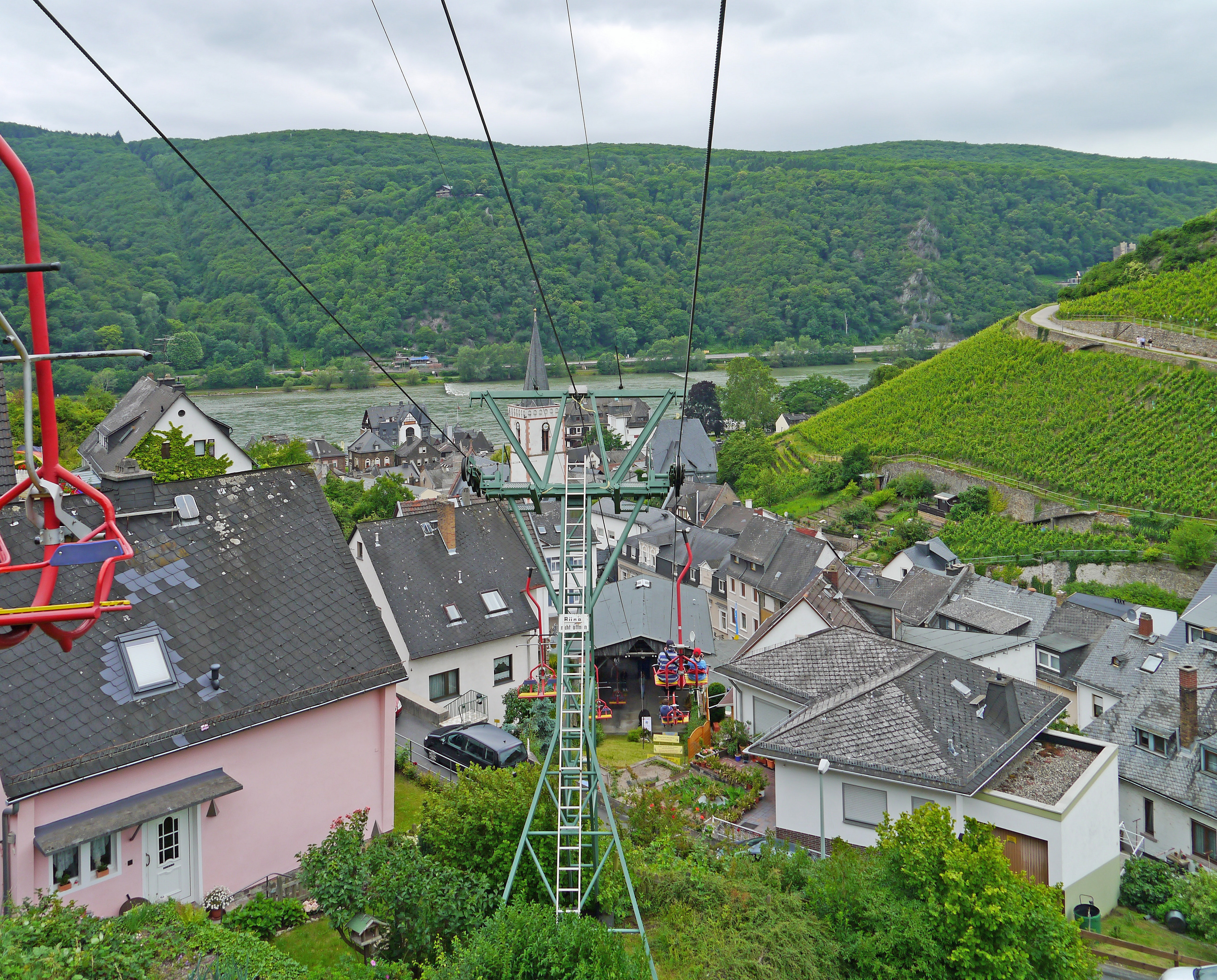
Sessellift über Assmannshausen

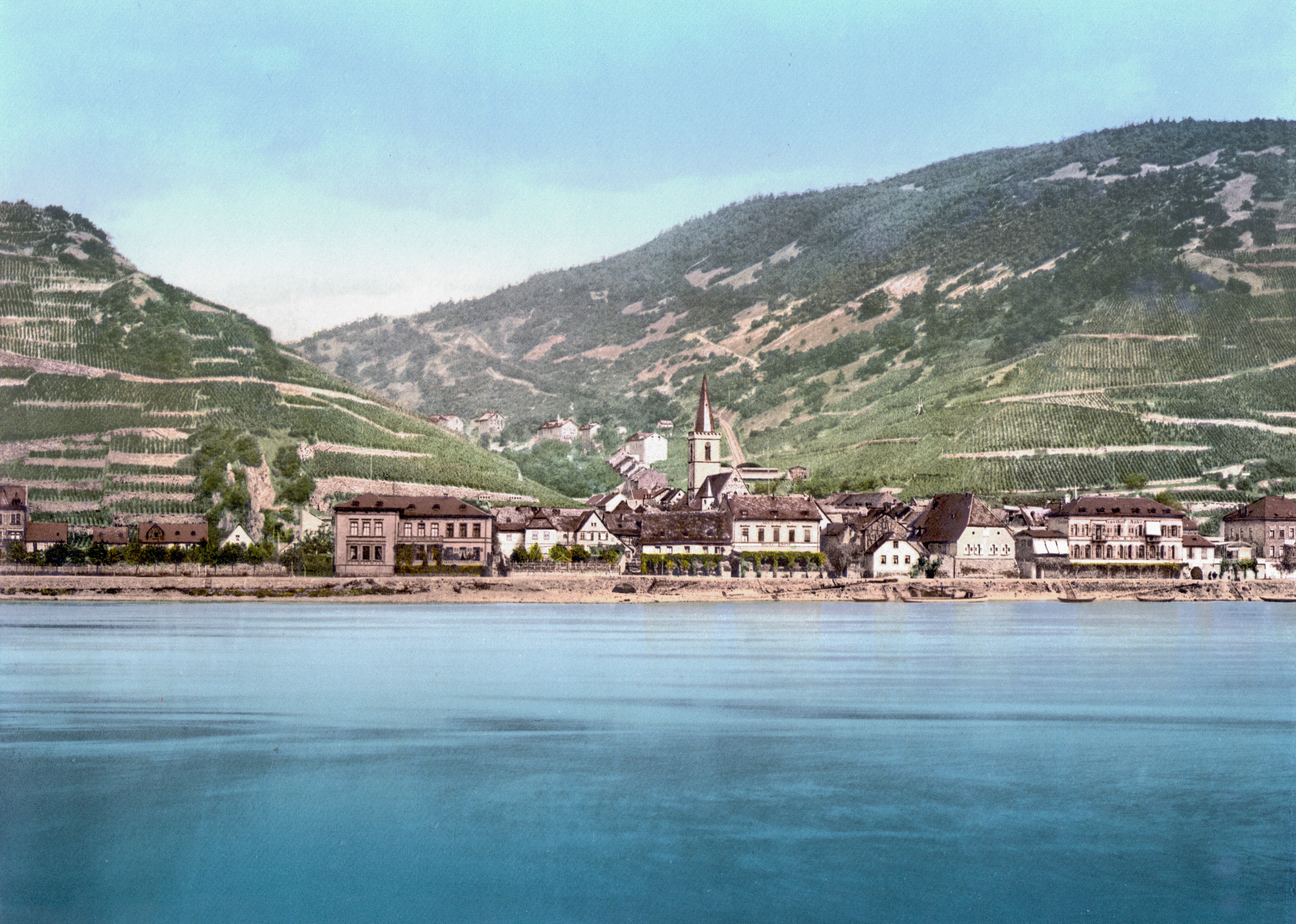
Assmannshausen um 1900

Assmannshausen ist vermutlich eine fränkische Gründung. Der älteste Nachweis ist eine Urkunde des Mainzer Erzbischofs Ruthard aus dem Jahr 1108, die die Schenkung eines Weinbergs zwischen Husen et Hasemanneshusen, gemeint ist der Höllenberg, an das Benediktinerkloster Disibodenberg behandelt. Darüber hinaus gibt es nur spärliche mittelalterliche Quellen über den kleinen Ort, der zu Kurmainz gehörte.
1489 ließ Erzbischof Berthold von Henneberg nach den heißen Brom-Lithium-Quellen suchen, die ursprünglich unter dem Flussbett des Rheins lagen und die Keimzelle des Kurorts Bad Aßmannshausen waren. Durch Dämmung des Flusses wurde die Heilquelle gefunden, die als Ass-Quelle noch heute sprudelt. Sie wurde vor allem bei rheumatischen Beschwerden in Form eines Bades angewandt; auch Moorbäder waren im Angebot. Bis 1983 wurde das Wasser in Flaschen weltweit verschickt.
Eine weitere Einnahmequelle des Ortes im Mittelalter war der Bergbau, ausgerichtet auf Manganerze, Schiefer und Quarzit. Ende des 19. Jahrhunderts wurden die Gruben aufgegeben. Nur die Grube Hörkopf bestand noch bis 1916. Siehe auch: Liste von Bergwerken im Taunus
In der Rheinromantik im 19. Jahrhundert besuchten zahlreiche Literaten, Dichter, Künstler und Komponisten den Ort, beispielsweise Clemens Brentano, Ferdinand Freiligrath, Hoffmann von Fallersleben, und Robert Schumann; auch Kaiser Wilhelm I., Wilhelm II., Otto von Bismarck und Elisabeth von Österreich-Ungarn („Sissi“) waren Gäste im Hotel Krone. 
Am 1. Oktober 1970 fusionierten, im Zuge der Gebietsreform in Hessen, Aßmannshausen mit der Nachbargemeinde Aulhausen freiwillig zur neuen Gemeinde Aßmannshausen. Das seinerzeitige Aulhauser Wappen zeigt auf der rechten Seite einen Tonkrug mit dem Mainzer Rad. Am 16. Dezember 1970 wurde die Schreibweise des Namens der Gemeinde von Aßmannshausen in Assmannshausen geändert.
Am 1. Januar 1977 verlor die Gemeinde ihre Selbständigkeit und wurde kraft Landesgesetz in die Stadt Rüdesheim am Rhein eingegliedert.
Im 21. Jahrhundert prägen der Tourismus und der Weinbau als Hauptwirtschaftszweige den Ort. Touristische Attraktionen wie eine Fahrt mit der Seilbahn zum Jagdschloss Niederwald und der schöne Blick über den Rhein lassen alljährlich tausende von Besuchern die Rotweingemeinde besuchen. Der Sessellift ermöglicht einen weiten Ausblick über das Mittelrheintal bei Rüdesheim, Bingen, die Nahe und Bingerbrück. Von der Anhöhe führt ein 30-minütiger Wanderweg zum Niederwalddenkmal. Zur Hauptsaison im Herbst, in der im Ort überall musikalisch untermalter Weinausschank dominiert, ist Assmannshausen auch von Gästen aus Übersee und Japan stark frequentiert. Im Winter sind nur wenige Einrichtungen geöffnet.

## Wappen
Am 2. Juli 1971 genehmige der hessische Minister des Inneren folgendes Wappen:
| Wappen von Assmannshausen | Blasonierung: „Gespalten von Rot und Silber; vorne ein silbernes Astkreuz, hinten ein achtspeichiges rotes Rad.“ |
| Wappen von Assmannshausen | Diese Darstellung kommt seit dem frühen 15. Jahrhundert in den Gerichtssiegeln, auf einer Bauplastik in der Kirche und einer späteren Wappenscheibe vor, wenn auch abwechselnd mit vertauschten Schildhälften. Das Kreuz bezieht sich auf das Patrozinium der 1325 organisierten Pfarrei und bildete das Ortszeichen schon im Schultheißensiegel 1347. Es wurde allein auch in den Gemeindesiegeln zwischen 1816 und 1895 gezeigt, nachdem der Ort nassauisch geworden war. Das Rad ist das mainzische und erinnert an die frühere Landesherrschaft der Erzbischöfe, die im 15. Jahrhundert bei Assmannshausen auch ein Bergwerk betrieben und im 18. Jahrhundert den Badebetrieb förderten. |

## Kultur und Sehenswürdigkeiten

### Bauwerke
- Pfarrkirche Heilig Kreuz
- Das ehemalige Kurhaus am nördlichen Ortseingang wurde nach der Beendigung der Kuranwendungen im Oktober 1950 an die katholische Kirchengemeinde Assmannshausen verkauft und untersteht dem Bistum Limburg. Es wurde zu einem Alten- und Pflegeheim umgebaut und trägt seitdem den Namen Sankt-Thomas-Morus-Haus
- Von der etwa zwei Meter dicken Befestigungsmauer, die Kurfürst Berthold von Henneberg 1491 anlegen ließ, wurden 2009 die letzten Reste der eigentlichen alten Mauer bei einer Hotelerweiterung entfernt. Übrig blieb bis heute nur das sogenannte Große Tor.
- Aus der ehemaligen Treidelstation (1541 erstmals genannt), wo die Pferde gewechselt wurden, die die Rheinschiffe stromaufwärts über die schwierige Passage des Binger Lochs zogen, entstand das Schiffer-Zunfthaus und heutige Hotel und Gasthaus Krone (seit 1808). Es gilt als eines der ältesten Gasthäuser Deutschlands. Dort residierten die Künstler und Schriftsteller der Romantik, die Assmannshausen im 19. Jahrhundert besuchten.
- Auch innerorts befinden sich Gaststätten in Fachwerkhäusern aus dem 15. und 16. Jahrhundert.
- Siegfried Wendel gründete 1986 das Oldtimermuseum Mensch und Automobil. Es war im Sommer täglich geöffnet, im Winter nur an den Wochenenden. Ausgestellt waren Autos und Motorräder sowie Kleinwagen aus der Sammlung der Familie Krotil. Genannt sind ein Kleinschnittger F 125, ein Reo Speed Wagon und ein Wanderer-Motorrad.[9] Es ist nicht bekannt, wann das Museum geschlossen wurde.

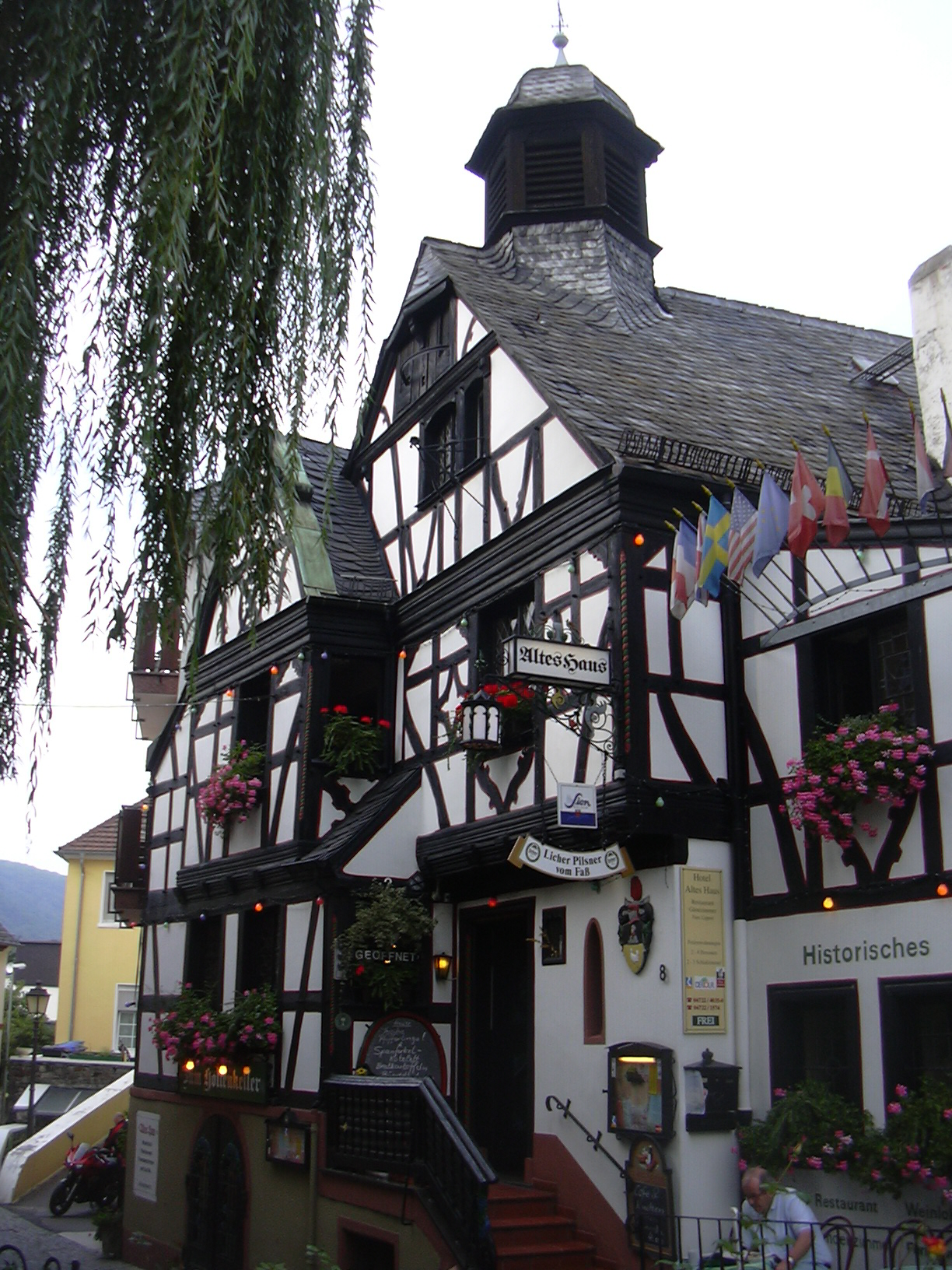
Fachwerkhaus in Assmannshausen (Gaststätte Lorcher Straße, 1578)
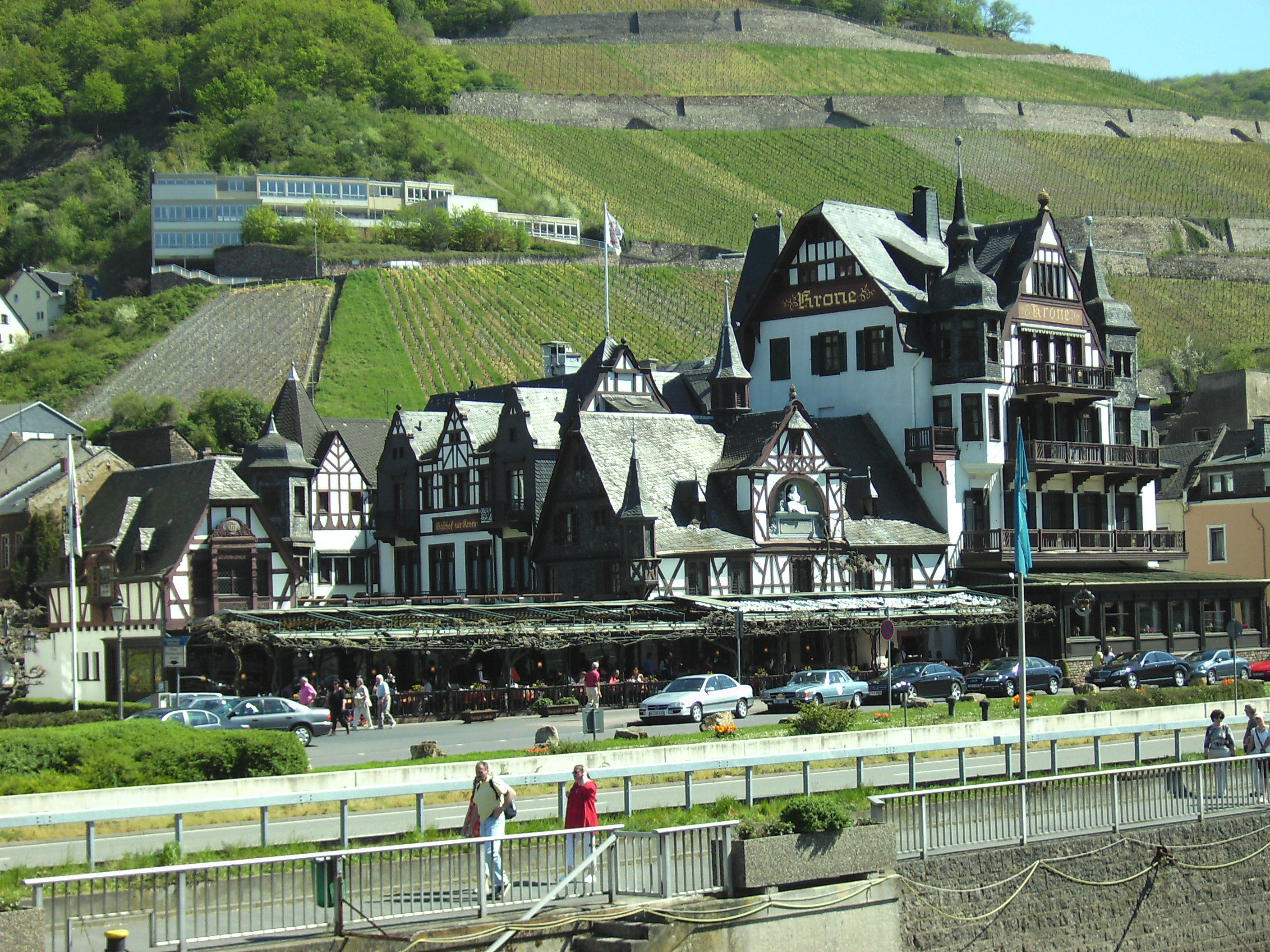
Gasthaus-Hotel Krone
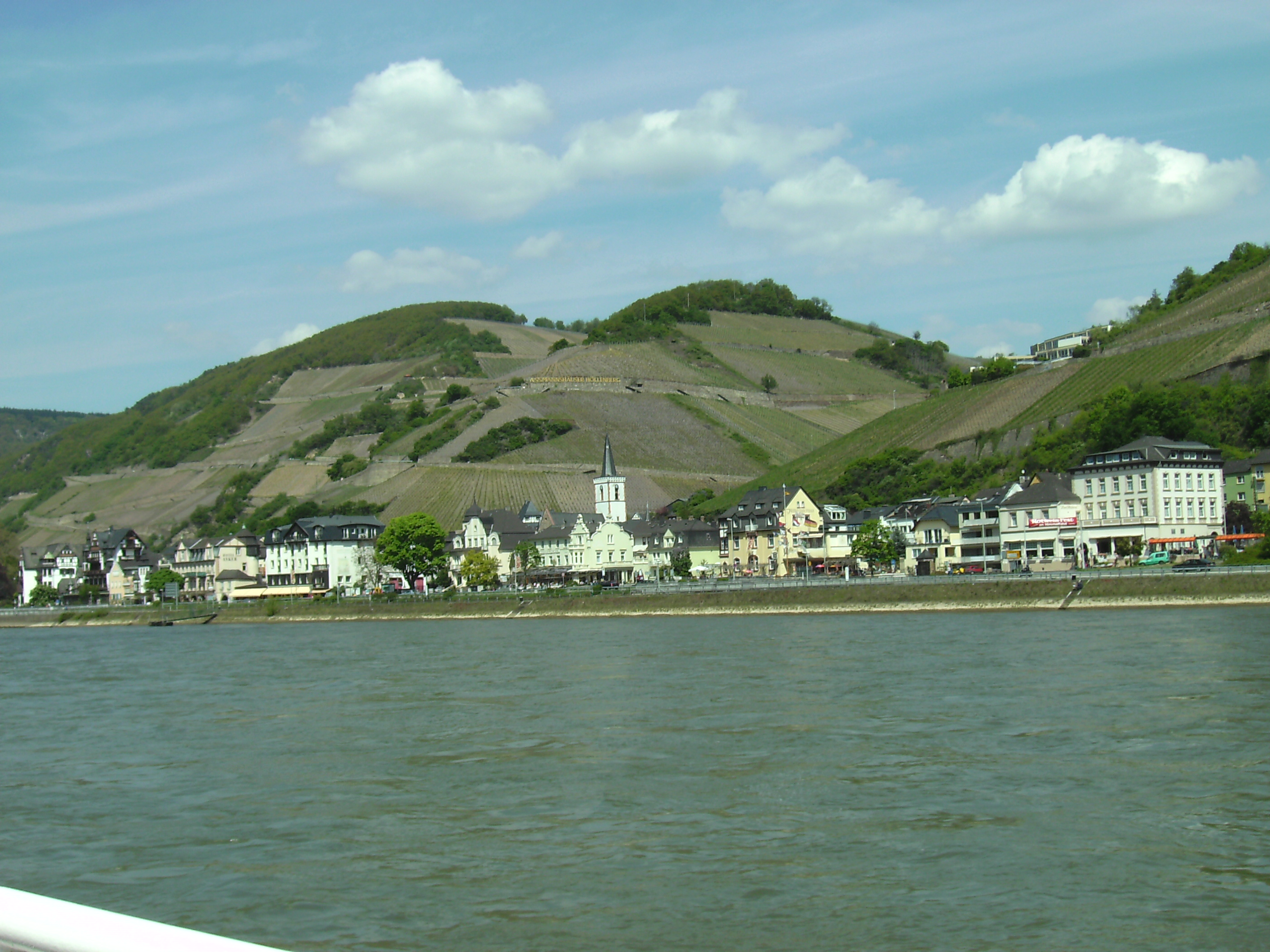
Assmannshausen im Frühling (vom Schiff her betrachtet)
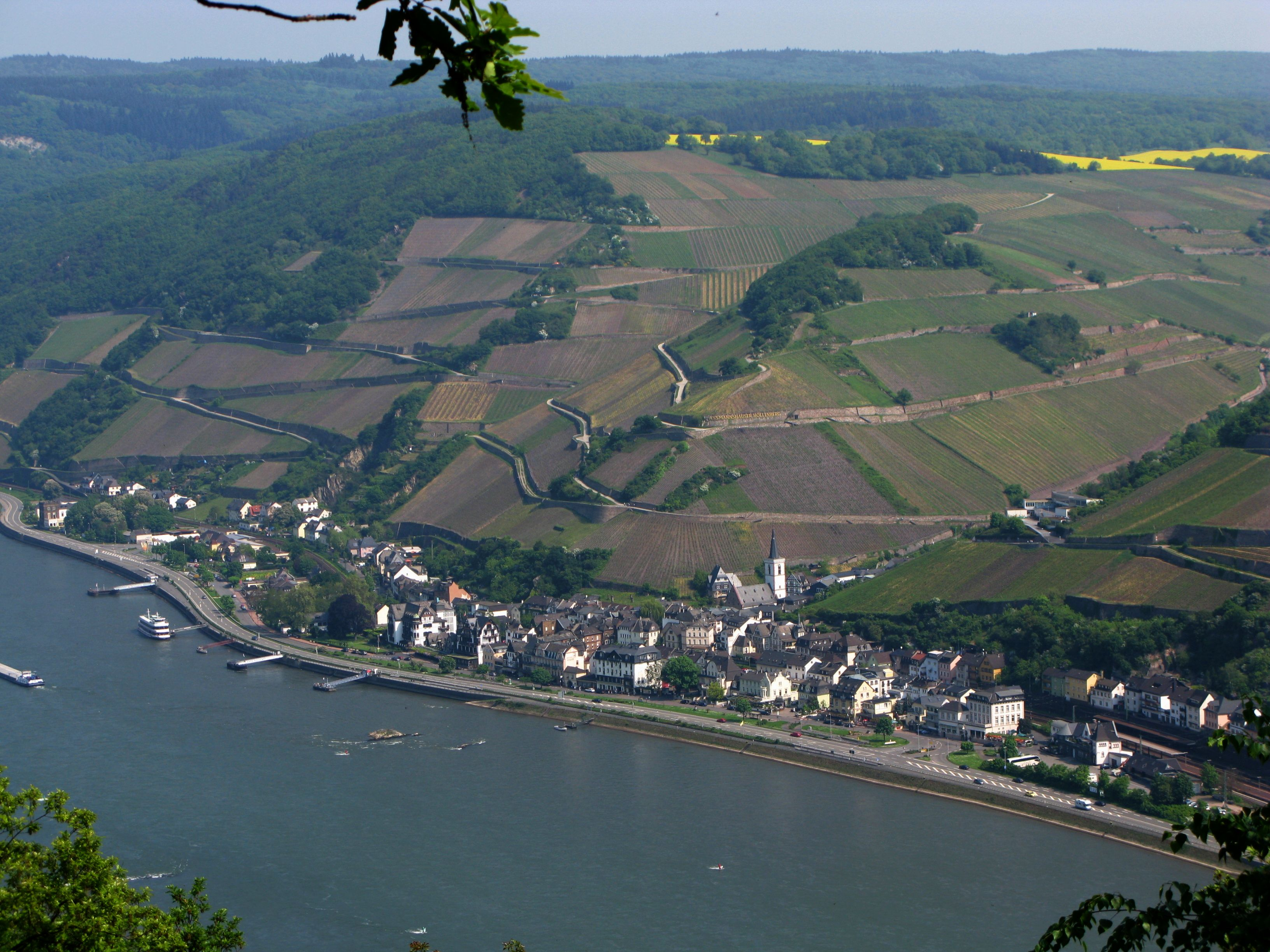
Assmannshausen (von Rheinland-Pfalz aus gesehen)
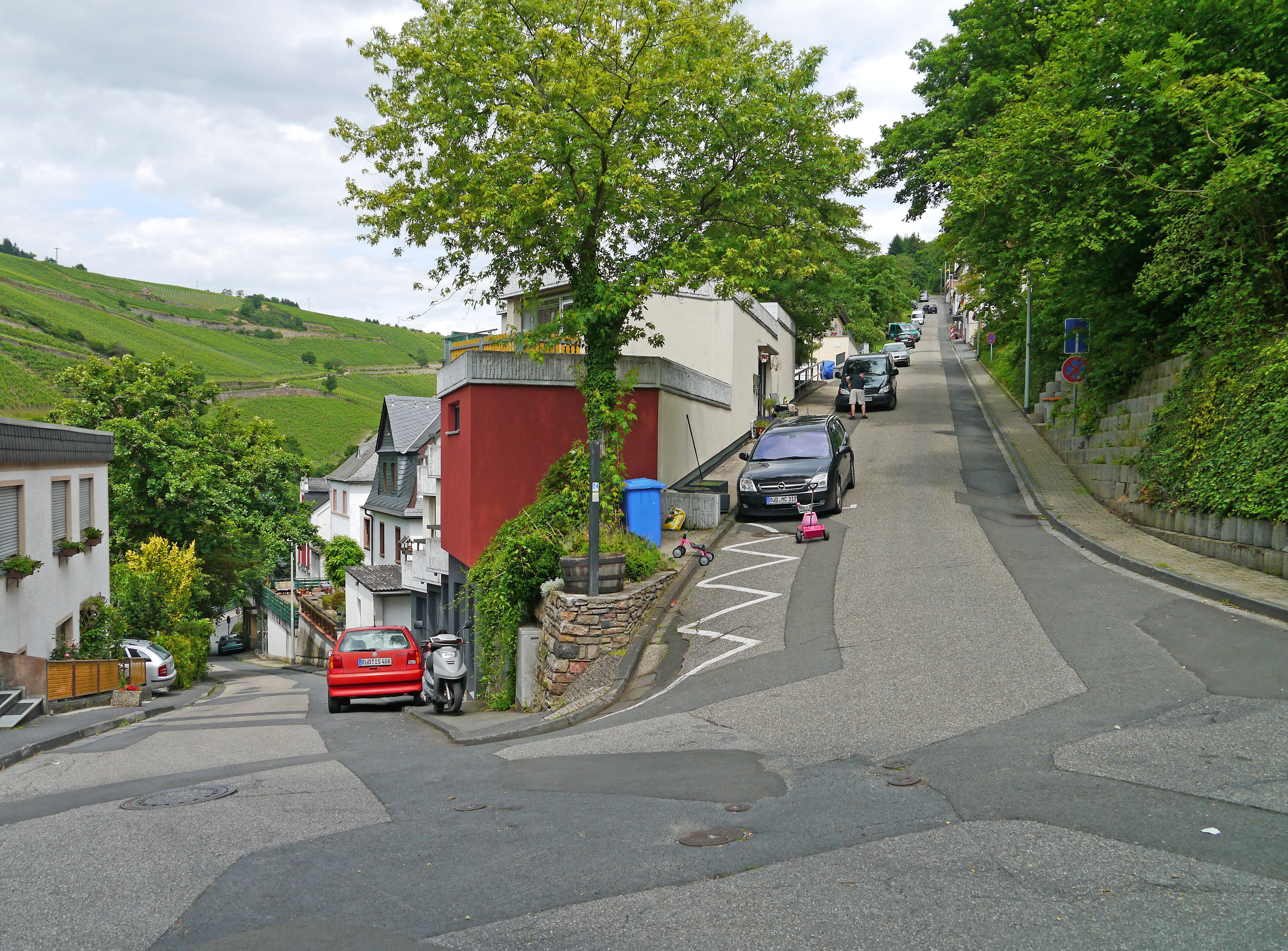
Straßen am Hang des „Höllenbachtals“
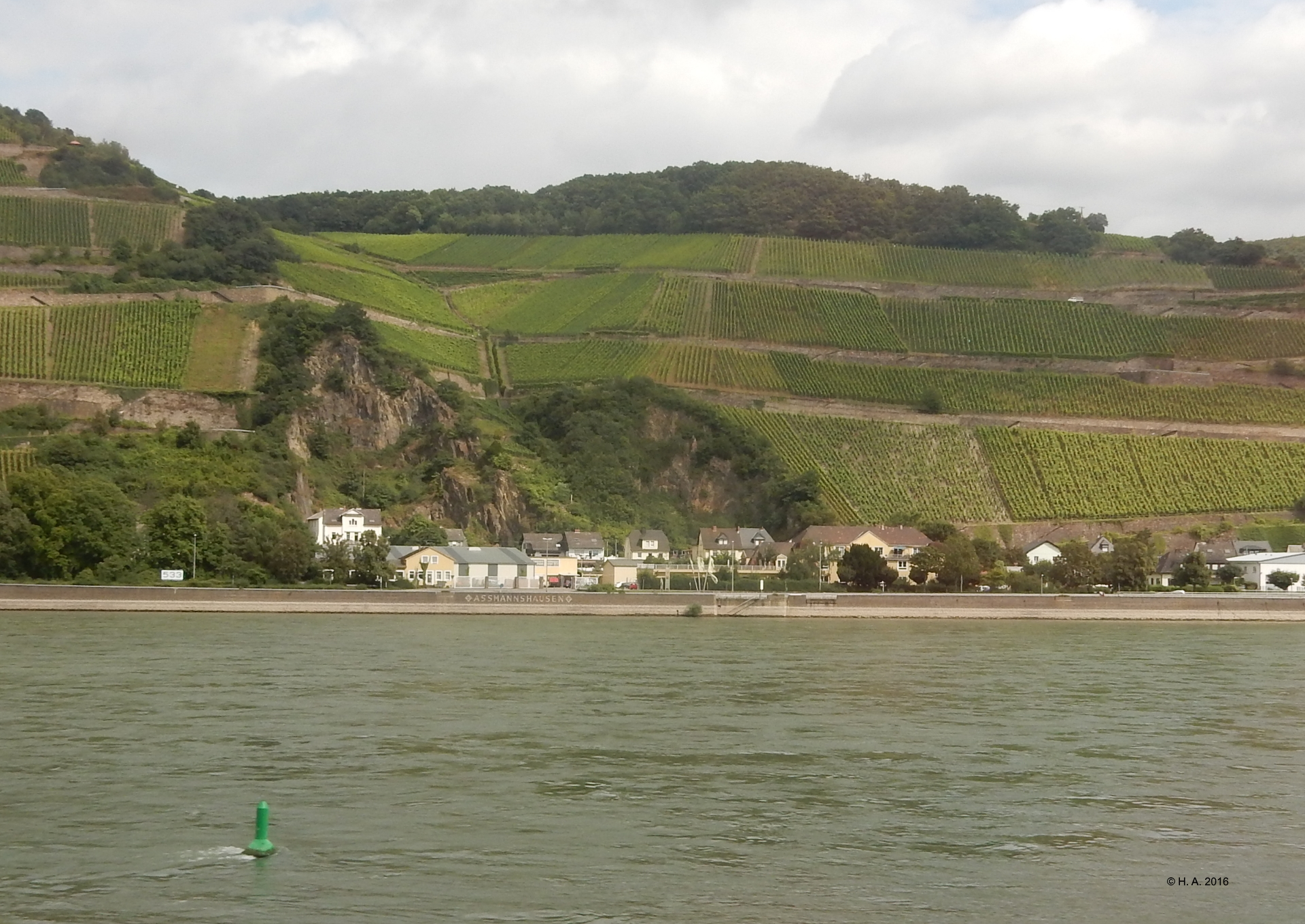
Assmannshausen im August 2016 von der linken Rheinstrecke gesehen. Der Ortsname ist am Rheinufer zu sehen.

### Regelmäßige Veranstaltungen
- „Assmannshausen in Rot“, anlässlich der 900-Jahr-Feier von Assmannshausen 2008 gestartetes jährliches Fest.[10] Musik, Unterhaltung und regionale Spezialitäten auf einer Promenade am Rhein. Findet seitdem an jedem 3. Wochenende im Juni statt.
- Rhein im Feuerzauber am ersten Samstag im Juli: Großfeuerwerke und Schiffsrundfahrt am Mittelrhein von Trechtingshausen mit Burg Reichenstein, vorbei an Burg Rheinstein, Assmannshausen, Mäuseturm, der Ruine der Burg Ehrenfels (Hessen), Bingen am Rhein mit Burg Klopp, nach Rüdesheim am Rhein mit der Brömserburg.
- Rubinrote Symphonie, eine Verkostung aller Assmannshäuser Rotweine im Rahmen der Glorreichen Rheingautage.[11]
- Rosenmontagszug, neben dem in Kiedrich der einzige im Rheingau.

## Wirtschaft und Infrastruktur

### Weinbau

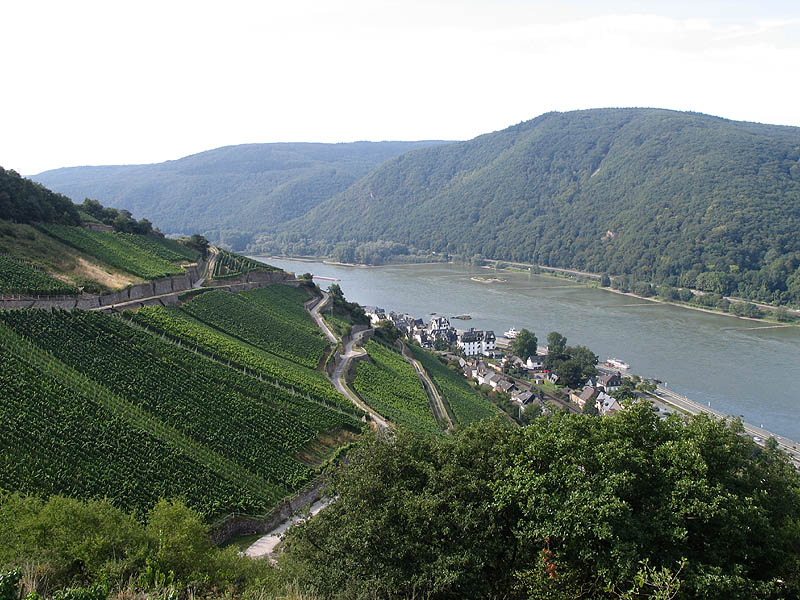
Weinberg (Höllenberg)

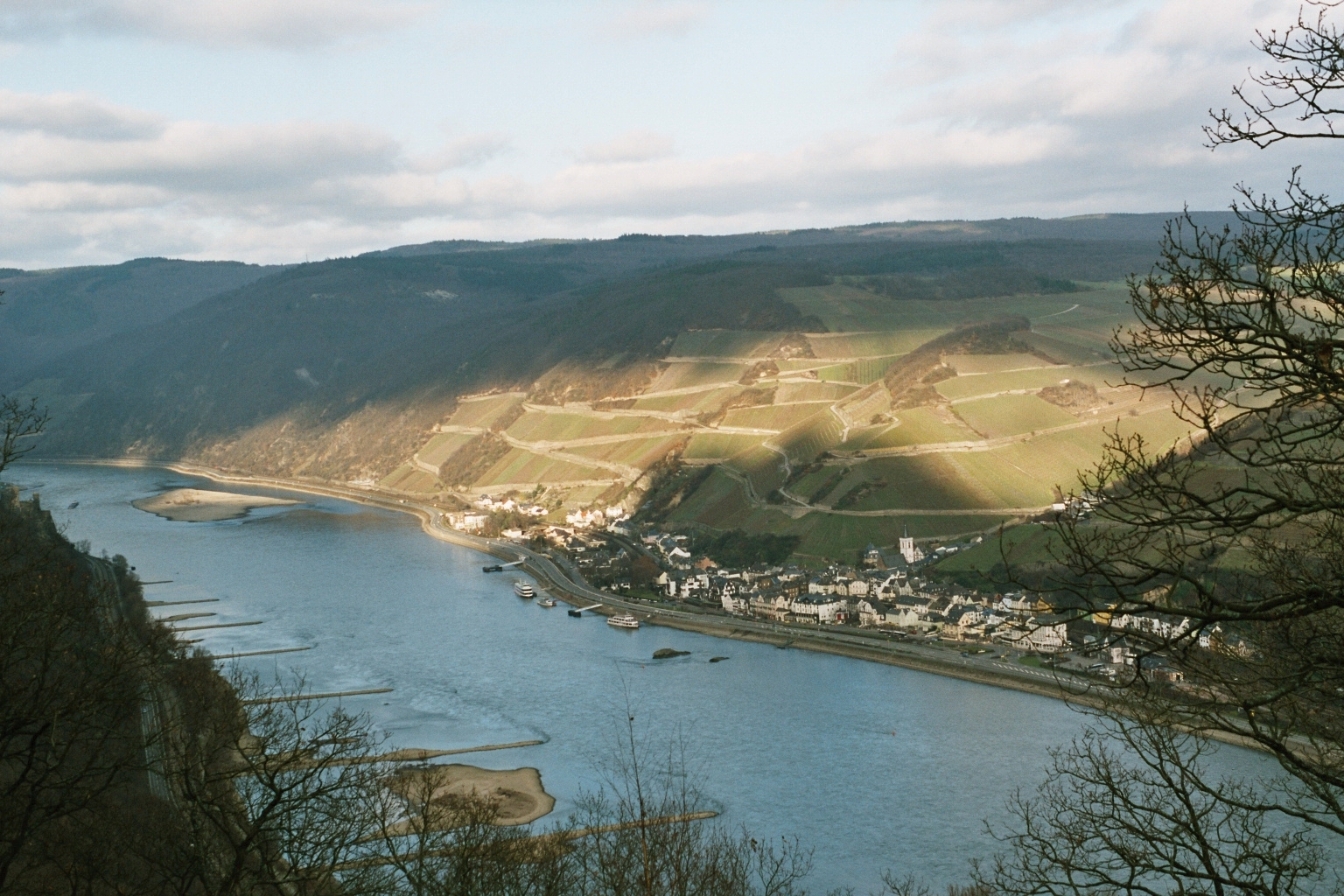
Aßmannshausen vom Damianskopf

Die Weinlagen von Assmannshausen sind zu über 90 Prozent mit Spätburgunderreben bestockt, die hier mitunter Klebrot genannt werden nach einem der zahlreichen Synonyme dieser Rebsorte. Das macht den Ort in dem ansonsten vom Riesling dominierten Weinanbaugebiet Rheingau zur Rotweininsel der Region. Am Rhein findet sich nennenswerter Rotweinanbau ansonsten nur noch in der Rotweinstadt Ingelheim und an der Ahr.
Die alles umfassende Lagebezeichnung in Assmannshausen heißt Großlage Steil,
die drei Einzellagen sind:
- Hinterkirch (15 Hektar), mit steilem Südwesthang
- Höllenberg (45 Hektar), die Hangneigung beträgt zwischen 30 und 60 %. Der Name hat nichts mit der Hölle zu tun, sondern stammt etymologisch von Halde ab (1399: zu der heldin, mittelhochdeutsch: Steilhang). Der Höllenberg besteht hauptsächlich aus dem Südhang des Höllenbachtals, das sich von Assmannshausen zum Nachbarort Aulhausen hinaufzieht. In diese Lage teilen sich die hessischen Staatsweingüter Kloster Eberbach mit ihrer Domäne Assmannshausen sowie etwa 15 andere Weinbaubetriebe.
- Frankenthal (15 Hektar), mit steilem Südwesthang.

Der Höllenberg ist die bekannteste Lage in Assmannshausen.
Die für den Spätburgunder optimalen Böden sind aus wärmespeicherndem Phyllit-Schiefer aufgebaut. Das Mikroklima und die Wasserdurchlässigkeit ergeben einen idealen Standort für die Spätburgunder-Rebe, die in dieser Lage eine lange Tradition hat.
Aus den drei Einzellagen mit einer Gesamtfläche von etwa 70 Hektar gewinnen die Winzer das Lesegut für klassische Spätburgunderweine mit hohen Extrakten und konzentrierten Fruchtaromen. Zur Verbesserung der Farbe stehen manchmal rotblättrige Dunkelfelderreben oder die Färbersorte und Geisenheimer Züchtung Dakapo zwischen den dunkelgrün belaubten Spätburgunderreben.

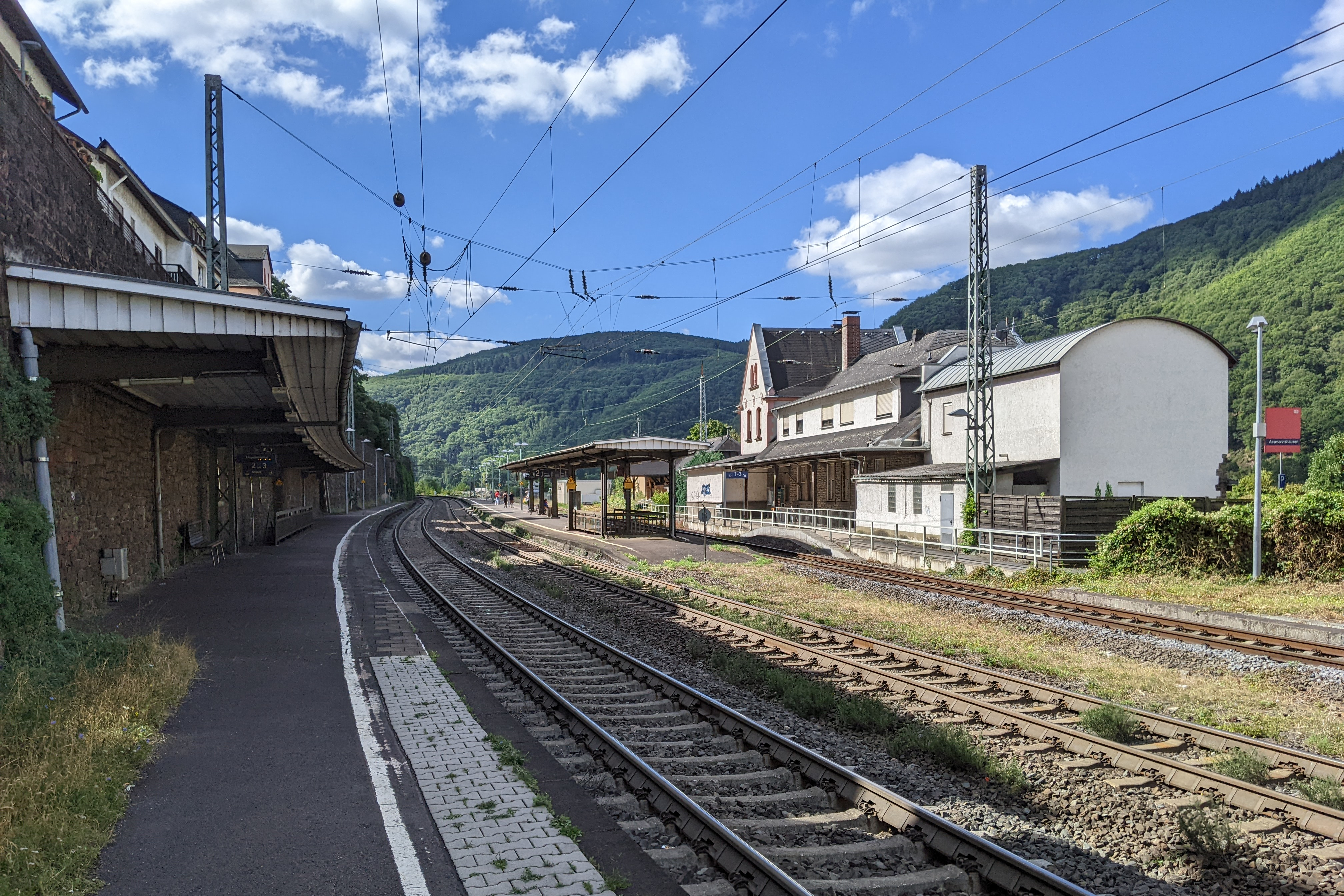
Bahnhof Assmannshausen

Bodengeprägte, bukettreiche, elegante, delikate Spätburgunder-Spitzengewächse mit pikanter Säure, samtiger Art und dezentem Mandelaroma bauen sich mit jedem Lebensjahr aus, werden dabei runder, samtiger, milder und wärmer. Ferner gibt es spritzige, herzhafte und würzige Weißherbste aller Qualitäts- und Prädikatsstufen bis zu feinfruchtigen Beerenauslesen und Eisweinen.

### Verkehr
Assmannshausen hat einen Bahnhof an der rechten Rheinstrecke, der von der Regionalbahn RB 10 (RheingauLinie von Vias) bedient wurde. Bis 2017 hielten saisonal einzelne Intercity-Züge.
| Linie | Verlauf | Takt                                                                   |
| ----- | --- | ---------------------------------------------------------------------- |
| RB 10 | RheingauLinie: Frankfurt (Main) Hbf – Frankfurt-Höchst – Mainz-Kastel – Wiesbaden Hbf – Wiesbaden-Biebrich – Wiesbaden-Schierstein – Niederwalluf – Eltville – Erbach (Rheingau) – Hattenheim – Oestrich-Winkel – Geisenheim – Rüdesheim (Rhein) – Assmannshausen – Lorch (Rhein) – Lorchhausen – Kaub – St. Goarshausen – Kestert – Kamp-Bornhofen – Filsen – Osterspai – Braubach – Oberlahnstein – Niederlahnstein – Koblenz Hbf – Koblenz Stadtmitte – Neuwied Stand: Fahrplanwechsel Dezember 2023 | 60 min 30 min (Frankf.–Assmannshausen) 30 min (Frankf.–KO Hbf zur HVZ) |

## Bildungseinrichtungen
Mit der über dem Ort gelegenen Nikolausschule verfügte Assmannshausen über eine Grundschule. Sie wurde 2012 geschlossen.